# Arul Swami
Arul Swami (ur. 18 grudnia 1913, zm. 23 października 1997 w Coimbatore) – indyjski lekkoatleta, długodystansowiec, uczestnik igrzysk olimpijskich w 1936.
Wystartował w biegu maratońskim (37. miejsce z czasem 3:10:44).